# Baréin en los Juegos Paralímpicos de Seúl 1988
Baréin estuvo representado en los Juegos Paralímpicos de Seúl 1988 por once deportistas masculinos.

## Medallistas
El equipo paralímpico bareiní obtuvo las siguientes medallas:
| Nombre          | Deporte   | Evento               |
| --------------- | --------- | -------------------- |
| Oro             |           |                      |
| Jaled Al-Saquer | Atletismo | Eslalon 1A masculino |
| Plata           |           |                      |
| Adel Sultan     | Atletismo | 100 m 5-6 masculino  |
| Bronce          |           |                      |
| Ali Al-Hasan    | Atletismo | Eslalon 1A masculino |